# Хасан Кикић
Хасан Кикић (Градачац, 20. август 1905 — Чемерница, 6. мај 1942) је био босанскохерцеговачки књижевник, писао је углавном романе и приповетке.

## Биографија
Хасан Кикић рођен је 20. августа 1905. године у Градачцу. Учитељску школу је похађао у Дервенти и Загребу и радио као учитељ у околини Завидовића, Рогатици, у Горњем Сјеничаку крај Вргинмоста и Писаровини. Правни факултет похађао и завршио у Београду. Године 1937. је са Скендером Куленовићем и Сафетом Крупићем покренуо у Загребу муслимански часопис Путоказ. Са почетком Другог свјетског рата одлази у партизане у фебруару 1942. и као комесар батаљона гине три месеца касније — 6. маја 1942. године у четничкој заседи.

## Дела
- Провинција у позадини (приповетке), 1935.
- Хо-рук (роман), 1936.
- Букве (роман), 1938.
- Лоле и хрсузи (приповетке), 1947.
- Згоде о насушном хљебу (приповетке), 1949.
- Царска говеда (проза), 1952.
- Дедија (приповетке), 1953.